# Tabanus scholae
Tabanus scholae är en tvåvingeart som beskrevs av H. Oldroyd 1954. Tabanus scholae ingår i släktet Tabanus och familjen bromsar. Inga underarter finns listade i Catalogue of Life.